# Funcionário especial do governo
Na lei federal dos Estados Unidos, um "funcionário especial do governo" (em inglês:  special Government employee; SGE) é um consultor, especialista ou consultor que é nomeado para trabalhar com o governo federal. Funcionários especiais do governo precisam obter autorização e ser examinados antes de ganhar acesso à Casa Branca. O papel dos funcionários especiais do governo é definido no 18 U.S.C. § 202.
A categoria de SGE foi criada pelo Congresso em 1962 e tinha como objetivo permitir que o governo federal aproveitasse especialistas externos empregados no setor privado. O Gabinete de Ética Governamental declarou que "os SGEs foram originalmente concebidos como uma classe 'híbrida', em reconhecimento ao fato de que as categorias simples de 'empregado' e 'não empregado' não são mais adequadas para descrever a multiplicidade de maneiras pelas quais o governo moderno realiza seu trabalho." Os SGEs podem ser remunerados ou não. Os SGEs só podem ser "mantidos, designados, nomeados ou empregados" pelo governo por "não mais de 130 dias" durante qualquer período consecutivo de 365 dias.
Muitos SGEs têm papéis limitados em comitês consultivos federais. Um Government Accountability Office de 2016 descobriu que, ao longo da década de 2005 a 2014, o governo federal teve uma média de aproximadamente 2.000 SGEs em qualquer ano, com uma baixa de cerca de 500 (em 2013) e uma alta de cerca de 3.100 (em 2009). Os SGEs têm uma variedade de papéis, dependendo da agência; por exemplo, os SGEs do Departamento de Justiça incluíam advogados do Fundo de Compensação às Vítimas do 11 de Setembro, os SGEs do Departamento de Saúde e Serviços Humanos incluíam profissionais médicos associados ao Sistema Médico Nacional de Desastres e os SGEs da Fundação Nacional da Ciência e da Comissão Reguladora Nuclear incluíam cientistas e especialistas técnicos.
Os SGEs estão sujeitos a algumas regras de ética federais, mas estão isentos de outras. Os SGEs estão isentos do Regulamento Federal de Aquisições 3.601, que estabelece que um Oficial de Contratação não pode conscientemente conceder um contrato a um funcionário do Governo ou a uma organização de propriedade ou substancialmente de propriedade de um ou mais funcionários do Governo. Se um contrato surgisse diretamente dos serviços de consultoria do funcionário especial do Governo, ou a nomeação pudesse ser influenciada pelo funcionário especial do Governo, ou outro conflito de interesses afetasse a nomeação, então a proibição ainda se aplicaria.
Os SGEs estão sujeitos a requisitos de relatórios financeiros. Um SGE que deve trabalhar mais de 60 dias em um ano e recebe pelo menos 120% do mínimo para um GS-15 deve apresentar relatórios semelhantes aos de um funcionário regular. Os SGEs que não atendem aos requisitos de 60 dias e pagamento devem apresentar divulgações financeiras confidenciais, a menos que sua posição implique apenas uma possibilidade remota de conflito de interesses ou seja baixa o suficiente para tornar os relatórios desnecessários.

## Exemplos notáveis
Exemplos notáveis de SGEs incluem Huma Abedin (que foi SGE no Departamento de Estado em 2012, trabalhando para a Secretária de Estado Hillary Clinton), Scott Atlas (um conselheiro nomeado pelo presidente Donald Trump para a Força-Tarefa do Coronavírus da Casa Branca em 2020), e Elon Musk (nomeado líder do Departamento de Eficiência Governamental em 2025).